# Бери (район)
Бери (англ. Bury) — метрополитенский район (боро) в церемониальном графстве Большой Манчестер в Англии. Административный центр — город Бери.

## География
Район расположен в северной части графства Большой Манчестер, граничит с графством Ланкашир.

## Состав
В состав района входят 6 городов:
- Бери
- Прествич
- Рамсботтом
- Рэдклифф
- Тоттингтон
- Уайтфилд